# Finales de la NBA de 1990
Las Finales de la NBA de 1990 fueron las series definitivas de los playoffs de 1990 y suponían la conclusión de la temporada 1989-90 de la NBA, con victoria de Detroit Pistons, campeón de la Conferencia Este, sobre Portland Trail Blazers, campeón de la Conferencia Oeste.
Los Pistons se convirtieron en la tercera franquicia en la historia de la NBA que consigue un campeonato por segundo año consecutivo, uniéndose a Los Angeles Lakers y Boston Celtics.
El locutor de los Pistons George Blaha narró el documental de la temporada del equipo "Pure Pistons", con la canción "U Can't Touch This" de MC Hammer al final del vídeo.

## Resumen
| Equipo           | Partido 1 | Partido 2 prórroga | Partido 3 | Partido 4 | Partido 5 | Total |
| ---------------- | --------- | ------------------ | --------- | --------- | --------- | ----- |
| Detroit (Este)   | 105       | 105                | 121       | 112       | 92        | 4     |
| Portland (Oeste) | 99        | 106                | 106       | 109       | 90        | 1     |

Los Pistons se convirtieron en el primer equipo en la historia de las Finales de la NBA en ganar los partidos 3, 4 y 5 en el formato 2-3-2, utilizado desde 1985.
"America The Beautiful" fue cantado por Mariah Carey, por entonces una cantante desconocida que aún no había grabado ningún álbum. En respuesta a la actuación de Carey, Pat O'Brien de CBS Sports bromeó diciendo: "El Palace tiene ahora una reina".
El momento clave en el quinto partido de las Finales fue la canasta de Vinnie Johnson en el último segundo para dar la victoria y el campeonato a los Pistons. Bill Laimbeer batió el récord de más triples anotados en un partido de las Finales con 6 en el segundo encuentro. Michael Jordan igualaría el récord dos años más tarde, y Dan Majerle lo haría en 1993. Años después, Kenny Smith superaría la marca al anotar 7 triples. Scottie Pippen igualó el récord de Smith, al igual que Ray Allen en el sexto partido de las Finales de 2008.
Fue la última aparición en las Finales del árbitro Earl Strom, cuya carrera duró 32 años en el baloncesto profesional.

## Camino a las Finales
En la temporada 1989-90, Portland Trail Blazers logró un balance de 59-23, y eliminó a Dallas Mavericks, San Antonio Spurs y Phoenix Suns en los playoffs de la Conferencia Oeste. A pesar de contar con jugadores de la talla de Clyde Drexler, Jerome Kersey, Terry Porter y Dražen Petrović, el equipo cayó ante los Pistons en las Finales de la NBA. Isiah Thomas, nombrado MVP de las Finales, promedió 27.6 puntos, 7 asistencias y 5.2 rebotes en las series.
Para los Pistons, la campaña 1989-90 fue prácticamente idéntica a la del año anterior. Como en la temporada 1988-89, los Pistons derrotaron a Chicago Bulls en las Finales de la Conferencia Este y ganaron su segundo campeonato consecutivo. Dennis Rodman fue nombrado Mejor Defensor de la NBA. 

## Resumen de los partidos

### Partido 1
| 5 de junio                             | Portland Trail Blazers                                                                                   | 99–105                   | Detroit Pistons                                                                                        |                                                                                         |  |  |
|                                        | Parciales: 33-24, 19-23, 28-29, 19-29                                                                    |                          | |                                                                                         |  |  |
|                                        | Estadísticas Drexler 21; B. Williams 20 B. Williams 12; Drexler 9 Porter 8; Drexler 6 Pérdidas: Porter 7 | Recap Pts Reb Asts Otros | Estadísticas Thomas 33; Dumars 20 Laimbeer 15; Rodman 9; Salley 9 Thomas 6; Dumars 4 Tapones: Salley 4 | Pabellón: The Palace of Auburn Hills, Detroit, Míchigan Asistencia: 21.454 espectadores |  |  |
| Detroit Pistons lideraba la serie, 1-0 | |                          | |                                                                                         |  |  |
|                                        | |                          | |                                                                                         |  |  |

### Partido 2
| 7 de junio                                    | Portland Trail Blazers                                                                              | 106–105                  | Detroit Pistons                                                                                             |                                                                                         |  |  |
|                                               | Parciales: 23-30, 30-15, 22-24, 19-25 (T.E.: 12-11)                                                 |                          | |                                                                                         |  |  |
|                                               | Estadísticas Drexler 33; Porter 21 B. Williams 12; Duckworth 8 Porter 10; Drexler 3 Robos: Porter 3 | Recap Pts Reb Asts Otros | Estadísticas Laimbeer 26; Edwards 26; Thomas 23 Laimbeer 11; Rodman 8 Thomas 11; Dumars 8 Tapones: Salley 3 | Pabellón: The Palace of Auburn Hills, Detroit, Míchigan Asistencia: 21.454 espectadores |  |  |
| Portland Trail Blazers igualaba la serie, 1-1 | |                          | |                                                                                         |  |  |
|                                               | |                          | |                                                                                         |  |  |

### Partido 3
| 10 de junio                            | Detroit Pistons                                                                                           | 121–106                  | Portland Trail Blazers                                                                       |                                                                               |  |  |
|                                        | Parciales: 31-27, 27-24, 32-31, 31-24                                                                     |                          |                                                                                              |                                                                               |  |  |
|                                        | Estadísticas Dumars 33; Thomas 21; Johnson 21 Laimbeer 12; Salley 7 Thomas 8; Dumars 5 Pérdidas: Thomas 6 | Recap Pts Reb Asts Otros | Estadísticas Kersey 27; Drexler 24 Drexler 13; Kersey 7 Porter 9; Drexler 8 Robos: Drexler 3 | Pabellón: Memorial Coliseum, Portland, Oregón Asistencia: 12.884 espectadores |  |  |
| Detroit Pistons lideraba la serie, 2-1 | |                          |                                                                                              |                                                                               |  |  |
|                                        | |                          |                                                                                              |                                                                               |  |  |

### Partido 4
| 12 de junio                            | Detroit Pistons                                                                             | 112–109                  | Portland Trail Blazers                                                                         |                                                                               |  |  |
|                                        | Parciales: 22-32, 29-14, 32-27, 29-36                                                       |                          |                                                                                                |                                                                               |  |  |
|                                        | Estadísticas Thomas 32; Dumars 26 Laimbeer 12; Edwards 7 Thomas 5; Dumars 4 Robos: Thomas 3 | Recap Pts Reb Asts Otros | Estadísticas Drexler 34; Kersey 33 Drexler 8; Kersey 8 Drexler 10; Porter 6 Pérdidas: Porter 5 | Pabellón: Memorial Coliseum, Portland, Oregón Asistencia: 12.642 espectadores |  |  |
| Detroit Pistons lideraba la serie, 3-1 |                                                                                             |                          |                                                                                                |                                                                               |  |  |
|                                        |                                                                                             |                          |                                                                                                |                                                                               |  |  |

### Partido 5
| 14 de junio                        | Detroit Pistons                                                                                | 92–90                    | Portland Trail Blazers                                                                                       |                                                                               |  |  |
|                                    | Parciales: 26-22, 20-20, 19-27, 27-21                                                          |                          | |                                                                               |  |  |
|                                    | Estadísticas Thomas 29; Johnson 16 Laimbeer 17; Salley 6 Dumars 7; Thomas 5 Pérdidas: Thomas 7 | Recap Pts Reb Asts Otros | Estadísticas Porter 21; Duckworth 21; Drexler 20 Kersey 9; B. Williams 8 Porter 9; Drexler 4 Robos: Porter 3 | Pabellón: Memorial Coliseum, Portland, Oregón Asistencia: 12.642 espectadores |  |  |
| Detroit Pistons ganó la serie, 4-1 |                                                                                                |                          | |                                                                               |  |  |
|                                    |                                                                                                |                          | |                                                                               |  |  |